# Neșceretove, Bilokurakîne
Neșceretove (în ucraineană Нещеретове) este localitatea de reședință a comunei Neșceretove din raionul Bilokurakîne, regiunea Luhansk, Ucraina.

## Demografie
Componența lingvistică a localității Neșceretove
     Ucraineană (94,08%)
     Rusă (5,75%)
Conform recensământului din 2001, majoritatea populației localității Neșceretove era vorbitoare de ucraineană (94,08%), existând în minoritate și vorbitori de rusă (5,75%).